# 格奥尔·荣格
格奥尔·戈特洛布·荣格（德語：Georg Gottlob Jung，1841年1月—1886年10月），生于荷兰鹿特丹，普鲁士政治家。其起初是民主派，后来转变为民族自由主义者。